# Colibrí maragda de Puerto Rico
El colibrí maragda de Puerto Rico (Riccordia maugaeus) és una espècie d'ocell de la família dels troquílids (Trochilidae) que habita boscos oberts de Puerto Rico. Fins fa poc era inclòs al gènere Chlorostilbon.

## Descripció
- Petit colibrí d'uns 9 cm de llargària, amb un pes de 3,5 grs. aproximadament.
- Mascle amb un plomatge general verd, amb cua bifurcada blava i plomes de vol. Plomes blanques a les cuixes.
- Bec curt i recte, amb la mandíbula superior negra i l'inferior vermella amb punta negra.
- Potes i peus negres.
- Femella amb colors més apagats i cua menys bifurcada.